# Nagy bukó

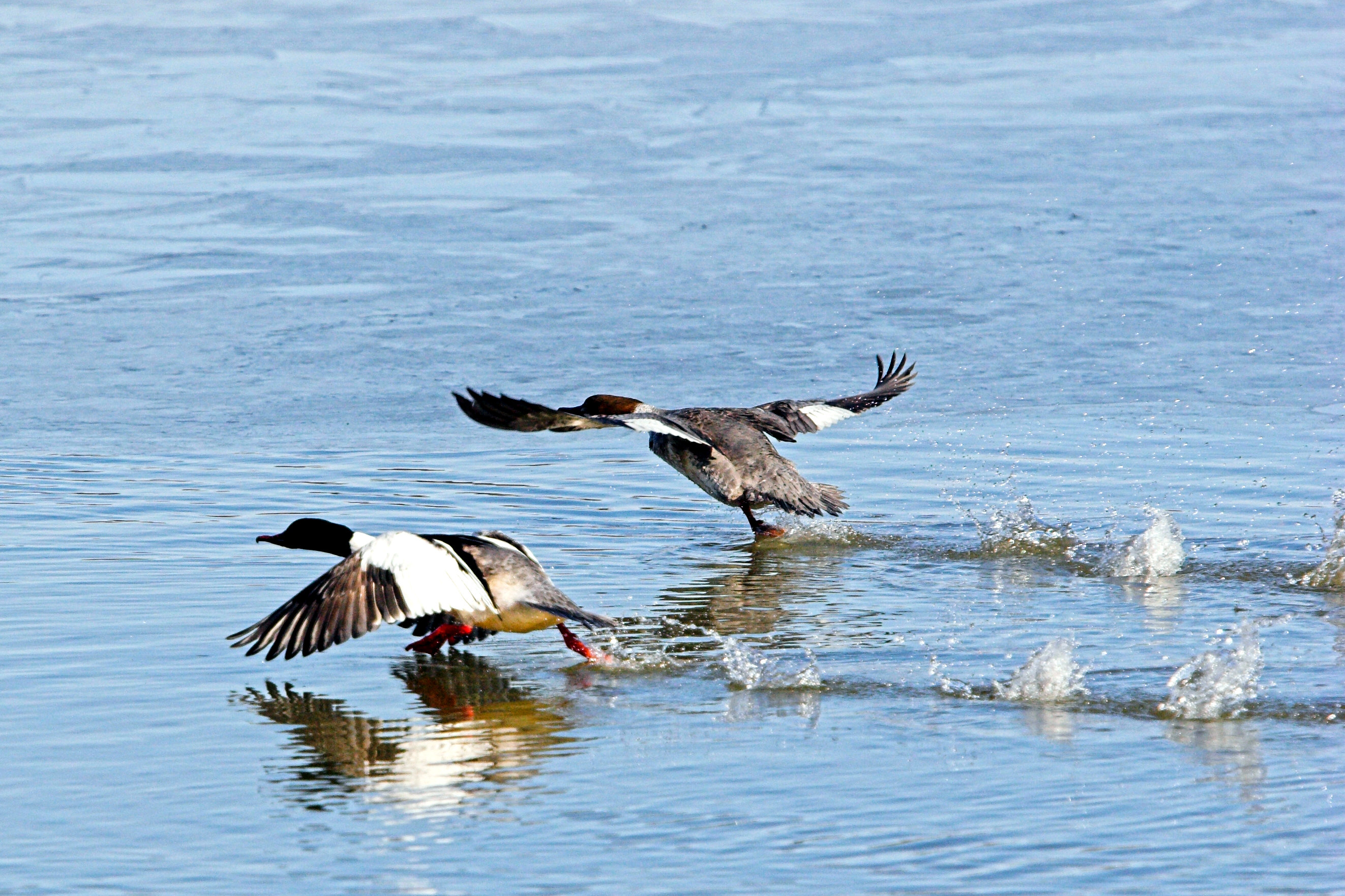
A pár felrepülés közben

A nagy bukó (Mergus merganser) a madarak osztályának a lúdalakúak (Anseriformes) rendjébe, ezen belül a récefélék (Anatidae) családjába tartozó faj.

## Rendszerezése
A fajt Carl von Linné svéd természettudós írta le 1758-ban.

## Alfajai
- Mergus merganser americanus Cassin, 1852
- Mergus merganser merganser Linnaeus, 1758
- Mergus merganser orientalis Gould, 1845[2]

## Előfordulása
Izlandon, a Brit-szigeteken, Európa és Ázsia északi részén, Kamcsatkáig költ. Szigetszerűen előfordul Európa más tájain is. Észak-Amerika középső részén is megtalálható.
Természetes élőhelyei a tűlevelű erdők, mérsékelt övi erdők, tengerpartok, tavak, folyók és patakok környékén.

### Kárpát-medencei előfordulása
Magyarországon rendszeres átvonuló és téli vendég, november és április között észlelhető. Kisebb csapatokban halban gazdag tavaknál és folyóknál tűnik fel. A Dunakanyarnál már fészkelését is észlelték.

## Megjelenése
Testhossza 58–72 centiméter, szárnyfesztávolsága 82–97 centiméter; a hím testtömege 1300–2100 gramm, a tojóé kisebb, 900–1700 gramm. A hím feje és háta fekete, fejhez simuló tollüstökkel. A tojó feje vörösesbarna, háta kékesszürke. Hegyes, a csúszós halak megfogására alkalmas csőre van.
|  |  |

## Életmódja
Nyáron általában rovarokkal és rákokkal táplálkozik, télen szinte kizárólag kisebb halakat fog a víz alá merülve.

## Szaporodása
Fészkét korhadt fák üregébe rakja, és pehelytollal béleli ki. A fészekalj 7-14 tojásból áll, melyeken 32 napig kotlik. A fiókák kikelésük után 24-36 órával már elhagyják a fészket, és 8-10 nap múlva már kis halakat is fognak. A költésben és a fiókák felnevelésében csak a tojó vesz részt.
|  |  |

## Természetvédelmi helyzete
Az elterjedési területe rendkívül nagy, egyedszáma viszont ismeretlen. A Természetvédelmi Világszövetség Vörös listáján nem fenyegetett fajként szerepel. Magyarországon védett, természetvédelmi értéke 50 000 forint forint.